# 히든 트랙
히든 트랙 (Hidden track) 은 음악 작품 을 수록한 미디어에서 숨겨진 보너스 트랙이다.
시크릿 트랙 (secret Track) 이 라고 도 한다.

## 같이 보기
- 보너스 트랙